# Arquidiocese de Miami
A Arquidiocese de Miami (Archidiœcesis Miamiensis) é uma circunscrição eclesiástica da Igreja Católica situada em Miami, Flórida, Estados Unidos. Seu atual arcebispo é Thomas Gerard Wenski. Sua Sé é a Catedral de Santa Maria de Miami.
Possui 102 paróquias servidas por 332 padres, contando com 16,8% da população jurisdicionada batizada.

## História
A diocese de Miami foi ereta em 25 de maio de 1958 com a bula Cum supremum do Papa Pio XII, recebendo o território da diocese de Saint Augustine. Originalmente era sufragânea da arquidiocese de Baltimore.
Em 10 de fevereiro de 1962 entrou na província eclesiástica de Atlanta.
Em 1963 o bispo Carroll iniciou a abolição da segregação racial das escolas católicas, antecipando uma medida similar por parte das escolas públicas, que seria adotada apenas em 1970.
Em 2 de março de 1968 por efeito da bula Cum Ecclesia do Papa Paulo VI a diocese cedeu partes do seu território em vantagem da diocese de Orlando e de Saint Petersburg e é elevada o posto de arquidiocese metropolitana.
Em 16 de junho de 1984 cedeu partes do seu território em vantagem da diocese de Palm Beach e de Venice.

## Prelados
| #                   | Nome                                   | Período    | Notas                                  |
| Arcebispos          | Arcebispos                             | Arcebispos | Arcebispos                             |
| ------------------- | -------------------------------------- | ---------- | -------------------------------------- |
| 4º                  | Thomas Gerard Wenski                   | 2010-atual |                                        |
| 3º                  | John Clement Favalora                  | 1994-2010  |                                        |
| 2º                  | Edward Anthony McCarthy †              | 1977-1994  |                                        |
| 1º                  | Coleman Francis Carroll †              | 1968-1977  |                                        |
| Arcebispo-coadjutor |                                        |            |                                        |
|                     | Edward Anthony McCarthy                | 1976-1977  |                                        |
| Bispo-auxiliar      |                                        |            |                                        |
|                     | Enrique Esteban Delgado                | 2017-atual |                                        |
|                     | Peter Baldacchino                      | 2014-2019  | Nomeado Bispo de Las Cruces            |
|                     | John Gerard Noonan                     | 2005-2010  | Nomeado Bispo de Orlando               |
|                     | Felipe de Jesus Estévez                | 2003-2011  | Nomeado Bispo de Santo Agostinho       |
|                     | Thomas Gerard Wenski                   | 1997-2003  | Nomeado Bispo-coadjutor de Orlando     |
|                     | Gilberto Fernández                     | 1997-2002  |                                        |
|                     | Norbert Mary Leonard James Dorsey, CP  | 1986-1990  | Nomeado Bispo-coadjutor de Orlando     |
|                     | John Joseph Nevins                     | 1979-1984  | Nomeado Bispo de Veneza                |
|                     | Agustín Alejo (Aleido) Román Rodríguez | 1979-2003  |                                        |
|                     | René Henry Gracida                     | 1971-1975  | Nomeado Bispo de Pensacola-Tallahassee |
|                     | John Joseph Fitzpatrick                | 1968-1971  | Nomeado Bispo-coadjutor de Brownsville |
| Bispo               |                                        |            |                                        |
| 1º                  | Coleman Francis Carroll †              | 1958-1968  |                                        |

## Documentos pontifícios
- (em latim) Bula Cum supremum, AAS 51 (1959), p. 25
- (em latim) Bula Cum Ecclesia